# Rhagina sinensis
Rhagina sinensis är en tvåvingeart som beskrevs av Yang och Akira Nagatomi 1992. Rhagina sinensis ingår i släktet Rhagina och familjen snäppflugor. Inga underarter finns listade i Catalogue of Life.